# Eudaemonia batesi
Eudaemonia batesi är en fjärilsart som beskrevs av George Thomas Bethune-Baker 1927. Eudaemonia batesi ingår i släktet Eudaemonia och familjen påfågelsspinnare. Inga underarter finns listade i Catalogue of Life.